# ريناتو أوقستو دي أسيس بينتو
ريناتو أوقستو دي أسيس بينتو (بالبرتغالية: Renato Augusto‏) هو لاعب كرة قدم برازيلي في مركز الوسط، ولد في 17 يوليو 1991 في Bom Despacho, Minas Gerais ‏ في البرازيل. لعب مع أتلتيكو غويانيينسي ونادي فاسكو دا غاما.